# Schoenoplectiella senegalensis
Schoenoplectiella senegalensis là loài thực vật có hoa trong họ Cói. Loài này được (Steud.) Lye mô tả khoa học đầu tiên năm 2003.